# 李存璋
李存璋（？—922年），字德璜。山西雲中郡人。
唐僖宗乾符五年（878年），李克用初在雲中殺段文楚而起事，李存璋與康君立、薛誌勤等為李克用奔走而結交，相從李克用入關，以軍功授國子祭酒，累升萬勝、雄威等軍管領。其後，李存璋跟從李克用討伐幽州節度使李匡儔後，成為李克用義子，十三太保中排行第八，成為義兒軍使。
光化二年，授為澤州刺史，入為牢城使。跟從李嗣昭討平雲州叛將王暉，改為教練使、檢校司空。光化五年，李克用病危時，召張承業與李存璋囑託輔助李存勖。其後李存璋在扶立李存勖為晉王，夷平李克寧的內亂，頗為有功。
李存璋後改為河東馬步都虞候，兼領鹽鐵。當初，李克用為建立吊軍心，縱容軍士，使部下很多時會干擾商市，肆意豪奪，令法司也不能禁止。李存勖初嗣位時，銳於求理。李存璋得行其誌，抑強撫弱，誅殺其豪首，數月之間，紀綱大振，弭群盜，務耕稼，去姦宄，息幸門，當時的人民都稱讚他的材幹。李存璋跟從晉王李存勖大破後梁軍於夾城，轉為檢校司徒。柏鄉大戰中，為三鎮排陣使。天祐十一年（914年），從盟朱友謙於猗氏，授為汾州刺史。後梁大將尹皓攻打慈州，李存璋逆戰打敗他。天祐十三年（916年），王檀進軍逼近太原，李存璋率領汾州軍入城固守，被授職為大同防禦使、應、蔚、朔等州都知兵馬使。同年秋天，契丹攻打蔚州，契丹國主阿保機遣使馳木書以索取賄賂，李存璋斬了他的使者。契丹逼近雲州，李存璋拒守，城中有古鐵車，乃熔古鐵車以做成兵仗，供應給軍士。契丹大軍撒退，李存璋以軍功加檢校太傅、大同軍節度使、應、蔚等州觀察使。天祐十九年（922年）四月，李存璋因染疾病逝於雲州府第。同光初年，追贈為太保、平章事。後晉天福初年，再追贈為太師。
李存璋有子三人，李彥球為裨校，戰歿於鎮州。

## 延伸阅读
[在维基数据编辑]
 《舊五代史·卷53》，出自薛居正《舊五代史》
 《新五代史/卷36》，出自歐陽修《新五代史》